# Joseph Bruijning
Joseph Bruijning (Londen – Amsterdam, 1672) was een boekverkoper en koopman werkzaam te Amsterdam in de periode 1637-1672.

## Leven en werk
Joseph Bruijning is in Londen geboren als de zoon van Edmund en Philippa Browning en had een zus die in 1602 geboren werd. De familie maakte deel uit van de bruinisten (of brownisten), een protestantse separatistische gemeenschap in Engeland die zich van de Anglicaanse kerk afscheidde en die aan het begin van de zeventiende eeuw onder andere naar Nederland uitweek. Joseph Bruijning trouwde in 1630 met Experience Johnson. In de aankondiging van hun ondertrouw wordt vermeld dat Experience, 22 jaar oud, in Amsterdam geboren was en dat haar ouders op dat moment niet meer in leven waren. Haar Engelse naam doet echter vermoeden dat ook haar familie uit Engeland afkomstig was en dat zij mogelijk ook deel uitmaakte van de gemeenschap van bruinisten. In 1650 overleed Experience, waarschijnlijk in het kraambed van het vijfde kind van het echtpaar. Vijf maanden later hertrouwde Bruijning met Mercy Arnold, weduwe van de in 1643 gestorven Charles Pelham. Mercy was geboren te Amsterdam en behoorde tot de tweede generatie Engelse separatisten. Joseph Bruijning overleed in 1672 en werd in de Nieuwe Kerk begraven, waar zijn vrouw Mercy in 1678 bijgezet zou worden. Vanaf 1637 huurde Joseph een winkelpand aan de noordkant van de Beurs in Amsterdam, waarschijnlijk voor zijn boekhandel of voor zijn andere bezigheden als koopman. 

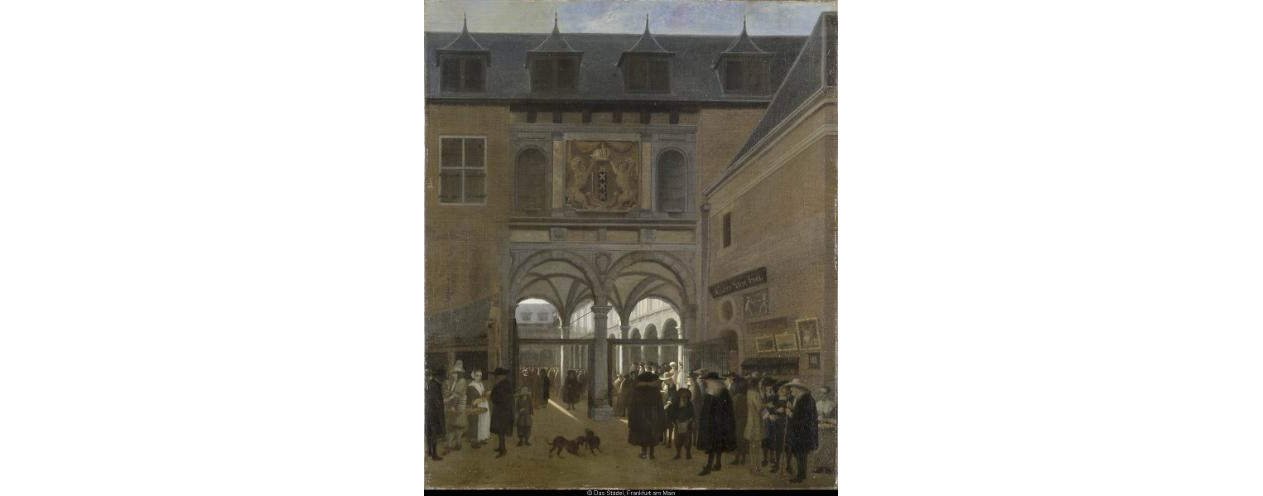
"De oude beurs in Amsterdam" 103 (schilderij), De Nederlandse Oostzeehandel in de periode 1600-1850, Das Städel, Frankfurt am Main/ Duitsland

 Op 22 februari 1639 trad Joseph Bruijning toe tot het gilde van boekverkopers. Na de dood van Joseph werden de activiteiten in de boekhandel voortgezet door zijn weduwe Mercy en zijn zoon Joseph Bruijning jr. Onder het imprint van zijn weduwe namen de activiteiten ineens aanzienlijk toe: de STCN benoemt slechts 5 titels uitgegeven door Joseph Bruijning tijdens zijn leven en 49 titels uitgegeven door zijn weduwe vanaf 1672.

## Uitgegeven werken
Er is slechts een beperkt aantal titels bekend die door Bruijning gepubliceerd zouden zijn. Zijn fonds lijkt voornamelijk gericht op vertalingen van Engelstalige werken en pamfletten, die in sommige gevallen ook direct over de bruinisten gaan. Er is een opvallende lacune tussen 1646 en 1670 in de door Bruijning uitgegeven titels. Het is goed voor te stellen dat Bruijning zich voornamelijk op efemeer drukwerk richtte en er dus veel verloren is gegaan uit deze periode. Daarnaast is het niet bekend wat zijn andere werkzaamheden als koopman inhielden en is het mogelijk dat hij in die periode voornamelijk met ander koopwaar bezig was.
Bij de hieronder gepresenteerde lijst gaat het deels om titels die Bruijning zelf heeft gedrukt en deels om titels die door onbekende drukkers voor Bruijning gedrukt zijn en waarvoor hij slechts als boekverkoper optrad. Van Joseph Bruijning zijn de volgende uitgaven bekend:
1639

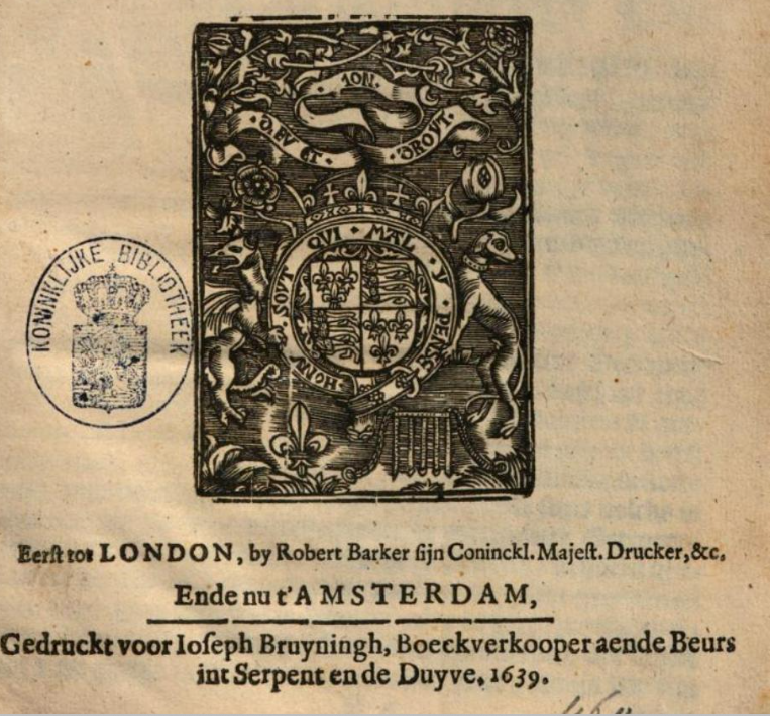
Drukkersmerk van Joseph Bruijning uit "By den coninck een proclamatie, verklarende sijn majesteyts genadighste ..."

- De Afbeeldinge van [...] Charles [· .] Koning van Groot-Britannie [ ..] Met de Namen der Graven [.. ] ten dienste van S M. zynde [ ..] Alsmede een Catalogue van alle het volck te paerde [...] Met een lijste van sijn Maj. Schepen. The Pourtracture of the High [ ..] Monarch Charles [ . ] With the names of the Earles, Lords, Kmghts [...] with a Liste of his Maiesties Shippes [.. ] Sr. John Pennington being Admirall for this Expedition Anno 1639 [...] Joseph Bruyning te Amsterdam aen de Beurs in 't Serpent ende Duyf
- By Den Coninck Een Proclamatie, verklarende syn Majesteyts genadighste wille, nopende eenighe Octroyen, Licenten ende Commissien op onwaerachtige aanbrenghen, verkreghen. Eerst tot London, by Robert Barker sijn Coninckl. Majest. Drucker, &c. Ende nu t'Amsterdam Gedruckt voor Joseph Bruyningh, Воeck verkooper aende Beurs int Serpent en de Duyve, 1639.
- Placaet Uytgegeven by syne Majesteyt van Groot-Brittanien, Carolus by der gratie Godts Coninck van Schotlandt, Engelandt, Vranckrijck ende Yrlandt, Beschermer des Geloofs &c. Eerst tot Yorck, Gedruckt by Robbert Jong syn Majesteyts Drucker voor Schotlandt Ende nu tot Amsterdam, by loseph Bruyningh, Boeckverkooper aende Beurs, inde Duyf ende Serpent. 1639.

1643
- Comptoir Almanach, ofte Journael, Op 't Jaer ons Heeren Jesu Christi duysent ses hondert drie-en-veertigh. Gecalculeert nае den Nieuwen ende Ouden Stijl, op den Meridiaen der Nederlande. Item, is hier achter by gevoegt 't loon en reysen der Boden: Als mede 't varen der Veer-schepen ende Schuyten. Mede 't ordinaris verlanghen ende verkorten van de Poort-klock. t'Amsterdam, by Broer Jansz. Voor Joseph Bruyningh, Boeck-verkooper op de hoeck van de Beurs, in 't Serpent ende Duyfjen. Anno 1643.

1646
- Propositien Van De Heeren ende Gemeente vergadert In 't Parlement Om een vast en wel gefondeerde Vrede: Gesonden Aen Sijne Majest. tot Nieu-Casteel, Door de wel Edele Den Grave van Pembroeck ende Montgommery, ende den Grave van Suffolck. Als Ledenen van 't Huys der Pairs, Ende Sir Walter Earle, Sir lohn Hipslie Ridders. Robert Goedwin ende Lucas Robinson SchiltHeeren. Als Ledenen van 't Huys der Gemeente. Die Mercury 15/25 luly 1646. Op huyden is by de Heeren van 't Opper-Huys des Parlements gelast dat den Drucker van desen Huyse, datelijck in druck sal uytgeven de Propositien, gesonden aen Sijne Majesteyt tot Nu-Casteel, om een vaste ende wel gefondeerde Vrede: Ende dat niemandt anders sich vervordere de selve na te drucken, ofte herdrucken in geenderley manieren, op haer pericule. loh. Brown Cler. Parliamentorum. t'Amsteldam, ghedruckt voor loseph Bruyningh, na de Copye tot Londen, door lohn Wright.

1670
- Belijdenisse des Geloofs, ofte verantwoordinghe van soodanighe Christenen, welcke doorgaens (doch t'onrecht) Brouwnisten genoemt worden. Tegens d'aantijgingen [...] van d'opperhoofden en leeraren in de Hooge School van Oxfort [...] Amsterdam, gedruckt by Gabr. Hendricksz. voor F.P. en zijn te koop by Joseph Bruyningh, 1670.